# Takuma Ominami
Takuma Ominami (大南 拓磨, Ōminami Takuma), né le 13 décembre 1997 à Kariya dans la Préfecture d'Aichi au Japon, est un footballeur international japonais qui joue au poste de défenseur central à l'OH Louvain.

## Biographie

### Júbilo Iwata
Né à Kariya dans la Préfecture d'Aichi au Japon, Takuma Ominami commence sa carrière professionnelle au Júbilo Iwata, club qu'il rejoint en 2016,. Il débute en professionnel lors d'un match de Coupe de la Ligue japonaise face au Kashima Antlers, le 25 mai 2016. Il est titulaire ce jour-là, et les deux équipes se séparent sur un match nul (1-1).

### Kashiwa Reysol
Le 20 décembre 2019, le transfert de Takuma Ominami est annoncé au Kashiwa Reysol. Il joue son premier match sous ses nouvelles couleurs le 18 juillet 2020, à l'occasion d'une rencontre de J. League 1 face au Shonan Bellmare. Il est titulaire lors de cette rencontre qui se solde par la victoire des siens sur le score de trois buts à deux.
Le 3 avril 2021 il inscrit son premier but en professionnel, et donc pour Kashiwa Reysol, lors d'une rencontre de championnat face au Yokohama FC. Ce but, inscrit en toute fin de partie, permet aux siens de faire match nul (1-1 score final).

### Kawasaki Frontale
Le 9 décembre 2022 est annoncé le transfert de Takuma Ominami au Kawasaki Frontale. Le transfert est effectif au 1er janvier 2023.
Le 24 octobre 2023, Ominami inscrit son premier but pour le club, à l'occasion d'une rencontre de Ligue des champions de l'AFC face au BG Pathum United. Il est titularisé et participe à la victoire de son équipe par quatre buts à deux.

### OH Louvain
Le 20 août 2024, Takuma Ominami rejoint l'OH Louvain sous la forme d'un prêt d'une saison. Le club dispose d'une option d'achat sur le joueur.